# Ніпперс-Гарбор
Ніпперс-Гарбор (англ. Nippers Harbour) — містечко в Канаді, у провінції Ньюфаундленд і Лабрадор.

## Населення
За даними перепису 2016 року, містечко нараховувало 85 осіб, показавши скорочення на 33,6%, порівняно з 2011-м роком. Середня густина населення становила 44 осіб/км².
З офіційних мов обидвома одночасно не володів жоден з жителів, тільки англійською — 85.
Працездатне населення становило 64,7% усього населення, рівень безробіття — 36,4% (40% серед чоловіків та 60% серед жінок). 100% осіб були найманими працівниками, а 0% — самозайнятими.

## Клімат
Середня річна температура становить 3,7°C, середня максимальна – 17,9°C, а середня мінімальна – -8,5°C. Середня річна кількість опадів – 1 083 мм.
| Клімат поселення                              | Клімат поселення | Клімат поселення | Клімат поселення | Клімат поселення | Клімат поселення | Клімат поселення | Клімат поселення | Клімат поселення | Клімат поселення | Клімат поселення | Клімат поселення | Клімат поселення | Клімат поселення |
| Показник                                      | Січ.             | Лют.             | Бер.             | Квіт.            | Трав.            | Черв.            | Лип.             | Серп.            | Вер.             | Жовт.            | Лист.            | Груд.            |                  |
| Середній максимум, °C                         | −3,25            | −3,3             | −0,5             | 3,80             | 6,90             | 10,65            | 15,25            | 17,85            | 14,10            | 9,10             | 4,50             | 0,15             |                  |
| Середня температура, °C                       | −5,85            | −5,85            | −3,1             | 1,20             | 4,25             | 8,00             | 12,65            | 15,25            | 11,60            | 6,55             | 1,90             | −2,45            |                  |
| Середній мінімум, °C                          | −8,5             | −8,5             | −5,75            | −1,45            | 1,65             | 5,40             | 10,05            | 12,70            | 9,00             | 3,95             | −0,65            | −5               |                  |
| Норма опадів, мм                              | 90               | 84               | 70               | 73               | 86               | 98               | 86               | 108              | 96               | 106              | 94               | 92               |                  |
| Середньомісячна швидкість вітру, м/с          | 6.70             | 6.30             | 6.15             | 5.60             | 5.10             | 4.90             | 4.55             | 4.70             | 5.30             | 5.70             | 6.30             | 6.70             |                  |
| Середньомісячна сонячна радіація, кДж/м²·день | 3694             | 6654             | 10857            | 14304            | 17332            | 18796            | 18522            | 15582            | 11376            | 6710             | 3811             | 2780             |                  |
| --------------------------------------------- | ---------------- | ---------------- | ---------------- | ---------------- | ---------------- | ---------------- | ---------------- | ---------------- | ---------------- | ---------------- | ---------------- | ---------------- | ---------------- |
| Джерело:                                      |                  |                  |                  |                  |                  |                  |                  |                  |                  |                  |                  |                  |                  |